# 琼·莱夫斯
琼·莱夫斯（1899年5月1日—1968年6月30日），冰岛作曲家。早年到莱比锡音乐学院求学，后长期在德国生活，1945年冰岛独立后回国居住。其作品大量采用冰岛民间音乐元素，并结合现代音乐技法，音乐风格常具有粗犷荒野的特点，被誉为当代最重要的冰岛作曲家之一。

## 其他
- 中国著名指挥家邵恩曾指挥过莱夫斯的作品[1][2]。

## 外部連結
- 琼·莱夫斯的免费乐谱，由国际乐谱典藏计划提供